# Raben Group
Raben Group je nizozemská skupina logistických společností.
Historie společnosti Raben Group, která má v současnosti vice než 130 dep v 11 evropských zemích, se datuje od roku 1931, kdy dědeček současného generálního ředitele založil ve městě Meddo-Winterswijk v Nizozemsku přepravní společnost.
Dalším mezníkem v historii Raben Group byl rok 1960, kdy Theo Raben, syn zakladatele společnosti, převzal vedení společnosti a začal rozvíjet přepravu textilu z a do Polska.
V 80. letech syn tehdejšího generálního ředitele Ewald Raben, v té době ještě jako student, pracoval v rodinném podniku jako řidič a vozil zásilky do Polska. Po změnách v roce 1989 si všiml příležitosti k dalšímu rozvoji a vydal se do Polska s cílem založit zde pobočku Raben. Koupil si tehdy mapu Polska a vyznačil na ní 12 různých částí země, kde měly vzniknout její pobočky.
Roky, které následovaly, byly ve znamení nových výzev. Společnost Raben Group se dynamicky rozvíjela a doprovázela své zákazníky na cestě k úspěchu. V roce 2002 se na trhu objevila Fresh Logistics, která se zaměřila na služby spojené s čerstvými produkty, které vyžadují řízenou teplotu od 0 do +6 °C během celého logistického řetězce.
Období v letech 2003 až 2010 bylo ve znamení expanze na nové trhy. V roce 2003 byla otevřena první pobočka na Ukrajině, a o rok později se na mapě evropských společností Raben objevily Litva, Lotyšsko a Estonsko. V roce 2008 vstoupila společnost na český a slovenský trh. A o dva roky později i na maďarský.
Německý trh je pro Raben Group velmi významný. Společnost si zde buduje svoji pozici přirozeně pomocí organického růstu i prostřednictvím akvizic. V roce 2005 převzala společnost Birkart Systemverkehre. V roce 2011 díky koupi společnosti Wincanton rozšířila síť německých terminálů. V následujících letech se k Raben Group připojily HRL Eurocargo, Balter Group, Spedition Weisshaupt, Peter Spedition a Scheffler Spedition. V současnosti má Raben Group v Německu 27 dep.
V roce 2016 Raben Group vstoupila na jedenáctý trh – do Rumunska.
Klíčem úspěchu společnosti jsou její zaměstnanci. Každý den se více než 9 000 lidí z 11 evropských zemí dělí o svou vášeň a nadšení s cílem zvyšovat konkurenceschopnost zákazníků Raben Group, a to přes efektivní řízení nákladů a vysokou kvalitu služeb podpořenou přátelským přístupem.
Raben Group poskytuje služby na logistickém trhu již po více než 85 let. Nabízí komplexní logistické služby – smluvní logistiku, silniční přepravu: vnitrostátní i mezinárodní, včetně východní Evropy. Skupina také poskytuje služby přepravy čerstvých produktů vyžadujících uchovávání při teplotě od 0 do 6 stupňů v rámci celého logistického řetězce, celovozovou přepravu, kombinovanou přepravu, jakož i námořní i leteckou nákladní přepravu. Raben Group má pobočky v 11 zemích Evropy a cca 1 150 000 m2 skladové plochy.
Raben Logistics Czech působí na trhu od roku 2008. Nabízí komplexní logistické služby na míru. Poskytuje smluvní logistiku, silniční přepravu, tuzemskou a zahraniční, celovozovou a kombinovanou přepravu, logistiku čerstvých produktů – Fresh Logistics, leteckou a námořní přepravu i lead řešení. Nedílnou součástí nabídky je široká škála přidané hodnoty (VAS) a komplexní celní služby. Raben Logistics Czech disponuje 10 strategicky rozmístěnými skladovými areály (Hořovice, Kněževes, Jažlovice / Praha, Kralupy nad Vltavou, Brno, Olomouc, Teplice, Ostrava, Hradešín Hradec Králové), zaměstnává přibližně 500 osob a nabízí přes 85 000 m2 moderních skladových prostor.

## Historie
- 1931 – J.W. Raben založil v Holandsku přepravní společnost
- 1960 – T. Raben převzal společnost
- 1991 – E. Raben založil společnost Raben v Polsku
- 2002 – společnost Fresh Logistics začala nabízet své služby v Polsku (logistika čerstvých produktů)
- 2003 – otevření společnosti Raben na Ukrajině
- 2004 – otevření společností Raben v Litvě, Lotyšsku a Estonsku
- 2005 – německá společnost Birkart Systemverkehre GmbH se stala členem Raben Group
- 2007 – Raben Sea & Air začal nabízet své služby
- 2008 – Setto (rodinná společnost fungující v České republice a na Slovensku) se připojila k Raben Group
- 2010 – založena společnost Raben Logistics Hungary
- 2010 – česká společnost Transkam se stala členem Raben Group
- 2011 – akvizice společnosti Wincanton v České republice, Slovensku, Polsku a Maďarsku
- 2012 – společnost Raben Trans European Czech (dříve Wincanton), Raben Logistics Czech a Transkam-Logistik byly sjednoceny do společnosti Raben Logistics Czech s.r.o.
- 2013 – přesun činností Raben Sea & Air do společností Raben Polska a Raben Transport
- 2013 – Fresh Logistics se připojila k European Food Network
- 2014 – Raben Logistic Germany, Raben Trans European Germany, Eli Transport jsou sjednoceny do Raben Trans European Germany GmbH
- 2015 – HRL Eurocargo, Balter Group a Spedition Weisshaupt z Německa se stala součástí Raben Group
- 2016 – akvizice Peter Spedition a Scheffler Spedition v Německu; založení Raben Logistics Romania
- 2018 – otevření nového sídla společnosti pro CZ/SK trh v CTPark Prague East v Nupakách u Prahy

## Značky
- Raben
- Raben Group
- Raben Logistics Czech
- Fresh Logistics